# 友谊街
友谊街是中华人民共和国浙江省嘉兴市南湖区一条南北走向道路，南起凯旋路，北至洪波路，全长1079米，是1992年嘉兴经济技术开发区初创时期建设的一条商业街。

## 简介
抗日战争时期，韩国国父金九等大韩民国临时政府要员曾从上海转移到嘉兴避难。为了纪念韩国和嘉兴的友谊，这条街被命名为友谊街。
友谊街北侧建有门楼，南侧原有中韩友谊门楼，后在2022年因超过使用年限拆除，改为景观字体。